# 張寬 (弘治進士)
張寬（1473年—？），字德宏，直隸蘇州府太倉州籍，崑山縣人，軍籍，明朝政治人物。

## 生平
弘治十四年（1501年）辛酉科應天府鄉試第二十三名舉人。弘治十八年（1505年）中式乙丑科會試第二百六十四名，三甲第一百七十三名進士。初授浙江钱塘县知县，擢升刑部主事，历刑部署员外郎事主事，正德十二年（1517年）二月升广东按察司佥事。

## 家族
曾祖張能，新城知縣；祖父張注，潮陽訓導；祖母丘氏；父張鑾（1451年-1522年），字與鳴，號清隐，封刑部主事；母陳氏，贈安人。兄张容。